# Hesbaye
██ Hesbaye
Hesbaye (francuski) ili Haspengouw (nizozemski) je regija koja se proteže kroz belgijske pokrajine Limburg, Flamanski Brabant, Valonski Brabant i Liège. Glavno mjesto ove regije je Waremme.
Ovo područje spomenuto je 870. godine u podjeli teritorije između Karla II. i Ludviga Njemačkog. Godine 1040. car Henrik III. dodjeljuje ovaj feud biskupu iz Liègea, čime je to područje integrirano u Kneževinu Liège.  
Hesbaye je većim dijelom ruralna regija, s mnoštvom sela. Zemljopisne granice ove regije nisu u potpunosti određene. Može se reći da ova regija pokriva područje od Tienena de rijeke Meuse, te od Tongerena do Gemblouxa. Južna granica ove regije je Condroz.

### Općine u Hesbayeu
| U pokrajini Flamanski Brabant - Hoegaarden - Landen - Linter - Tirlemont - Léau | U pokrajini Valonski Brabant - Beauvechain - Hélécine - Grez-Doiceau - Incourt - Jodoigne - Orp-Jauche - Perwez - Ramillies | U pokrajini Hainaut - Fleurus - Les Bons Villers | U pokrajini Liège - Amay - Ans - Awans - Bassenge - Berloz - Braives - Burdinne - Crisnée - Donceel - Faimes - Fexhe-le-Haut-Clocher - Geer - Grâce-Hollogne - Hannut - Héron - Juprelle - Lincent - Oreye - Oupeye - Remicourt - Saint-Georges-sur-Meuse - Verlaine - Villers-le-Bouillet - Wanze - Waremme - Wasseiges | U pokrajini Limburg - Alken - Bilzen - Looz - Diepenbeek - Gingelom - Heers - Herstappe - Hoeselt - Kortessem - Nieuwerkerken - Riemst - Saint-Trond - Tongres - Wellen | U pokrajini Namur - Éghezée - Fernelmont - Gembloux - La Bruyère - Namur |